# Васильковцы (Хмельницкая область)
Васильковцы (укр. Васильківці) — село в Ярмолинецком районе Хмельницкой области Украины.
Население по переписи 2001 года составляло 157 человек. Почтовый индекс — 32133. Телефонный код — 3853. Занимает площадь 0,921 км². Код КОАТУУ — 6825884802.

## Местный совет
32133, Хмельницкая обл., Ярмолинецкий р-н, с. Пасечная, тел. 2-12-72.